# Вілякський край
Віля́кський кра́й (латис. Viļakas novads) — адміністративно-територіальна одиниця Латвійської Республіки. Розташований у північно-східній частині країни, в історичному регіоні Латгалія. Адміністративний центр — Віляка. Створений 2009 року. Площа — 638,79 км². Населення — 5665 осіб (2011). До складу краю входять 1 місто і 6 волостей.